# Karla Sofía Gascón
Karla Sofía Gascón, nata Juan Carlos Gascón (Alcobendas, 31 marzo 1972), è un'attrice spagnola.
Ha ricevuto il plauso della critica per la sua interpretazione nel film Emilia Pérez (2024), per il quale si è aggiudicata il Prix d'interprétation féminine al Festival di Cannes.

## Biografia

### Inizi e televisione
Gascón nacque ad Alcobendas il 31 marzo 1972. Si diplomò presso la ECAM in interpretazione per il cinema, studiando con Iñaki Aierra, Perpe Caja, José Pedro Carrión, Fernando Sansegundo, Rafael Monleón, Miguel Hermoso, José Carlos Piñeiro e May Marques. All'interno della ECAM, approfondì i suoi studi con Alfonso Hungría, Mariano Barroso e Carlos Suárez, tra gli altri; in Messico apprese la tecnica Meisner, sotto la guida di Eduardo Arroyuelo a Casa Blu.
Alla fine degli anni Ottanta, partecipò a programmi e serie televisive, oltre che a campagne pubblicitarie. Nel 1994, fu la voce di diversi burattini nel programma La Tele es Tuya Colega (Tele 5); in seguito, ottenne il suo primo ruolo importante nella nuova versione de La Revista El águila de fuego (TVE), interpretando Arturo. A Milano, collaborò per Canale 5 e RAI nei programmi Solletico e Gomma Piuma.
In Spagna, il suo personaggio nell’omonima soap El súper (1996, Telecinco), in cui interpretava il assistente di volo Guillermo, gli valse grande visibilità. Lavorò inoltre nelle soap opera Calle nueva (1997, La 1) e El pasado es mañana (2005, Tele 5).

### Fase in Messico
Nel 2009 giunse in Messico, dove interpretò lo zingaro Branko nella nuova versione della telenovela Corazón salvaje su Televisa, prodotta da Salvador Mejía e trasmessa dal Canal de las Estrellas, per la quale fu nominato come attore rivelazione ai Premios Tv&Novelas. Nel 2010 interpretò il pubblicista Jorge Jauma in Llena de Amor di Televisa, sempre trasmessa dal Canal de las Estrellas e prodotta da Angelli Nesma. L'anno successivo, recitò da protagonista nel film spagnolo El cura y el veneno, diretto da Antoni Caimari Caldés, interpretando il padre Felipe.
Alla fine del 2011 ebbe un'apparizione speciale nella serie Una familia con suerte e nel 2013 fece il suo debutto nel cinema messicano insieme a Gonzalo Vega in Nosotros los Nobles di Gary Alazraki, il lungometraggio di maggior incasso nella storia del Messico.
Tra il 2012 e il 2014 partecipò a El señor de los cielos di Telemundo, vincitrice dell'Emmy Internazionale come miglior serie in lingua spagnola, e nelle serie di Televisa Hasta el fin del mundo (2014-2015) e Como dice el dicho. In Guatemala girò la serie per Guatevisión, Morena, diretta da F. Lepe.

### Emilia Péreze attivismo trans
Karla ha iniziato il suo percorso di transizione all'età di 46 anni, con il supporto della sua famiglia. È una donna transgender, apparsa prima della sua transizione prevalentemente in telenovelas come El señor de los cielos o film comici. Nel 2024 ha ottenuto il suo primo ruolo da protagonista nel film Emilia Pérez, per il quale ha vinto, con Selena Gomez, Adriana Paz e Zoe Saldana, il Prix d'interprétation féminine al Festival di Cannes.
Ha inoltre ricevuto due candidature al Critics Choice Award e allo Screen Actors Guild Award, una candidatura Golden Globe per la migliore attrice in un film commedia o musicale, una candidatura al BAFTA alla migliore attrice protagonista e al Premio Oscar come miglior attrice protagonista, divenendo la prima attrice transgender ad essere nominata agli Oscar in questa categoria.
È stata attiva nella difesa dei diritti delle persone trans, e ha denunciato regolarmente le violenze a cui sono sottoposte, come nel suo discorso di accettazione del premio come migliore attrice a Cannes.

## Controversie

### Polemiche sui suoi messaggi offensivi sui social media
Nel gennaio 2025, dopo la sua nomination come migliore attrice protagonista per la 97ª edizione degli Academy Awards, sono scoppiate polemiche sui post che negli anni ha scritto sui social network, in cui ha fatto commenti offensivi su Islam e Cristianesimo, che in un post ha definito "fottute religioni di deficienti", su George Floyd (che ha descritto come un "tossicodipendente truffatore"), sul vaccino COVID-19, su alcuni colleghi della professione, sulla diversità agli Oscar, tra molti altri argomenti. L'attrice ha cancellato il suo account Twitter e si è scusata. Netflix ha scelto di escluderla dalle attività promozionali di Emilia Pérez negli Stati Uniti.

## Vita privata
Gascón si considera "messicana d'adozione", avendo vissuto e lavorato in Messico per molti anni. È una buddista Nichiren. Dal 2025 vive ad Alcobendas, in Spagna, la sua città natale.

Gascón è sposata con Marisa Gutiérrez, che ha incontrato all'età di 19 anni in una discoteca della sua città natale. Hanno una figlia, nata nel 2011.

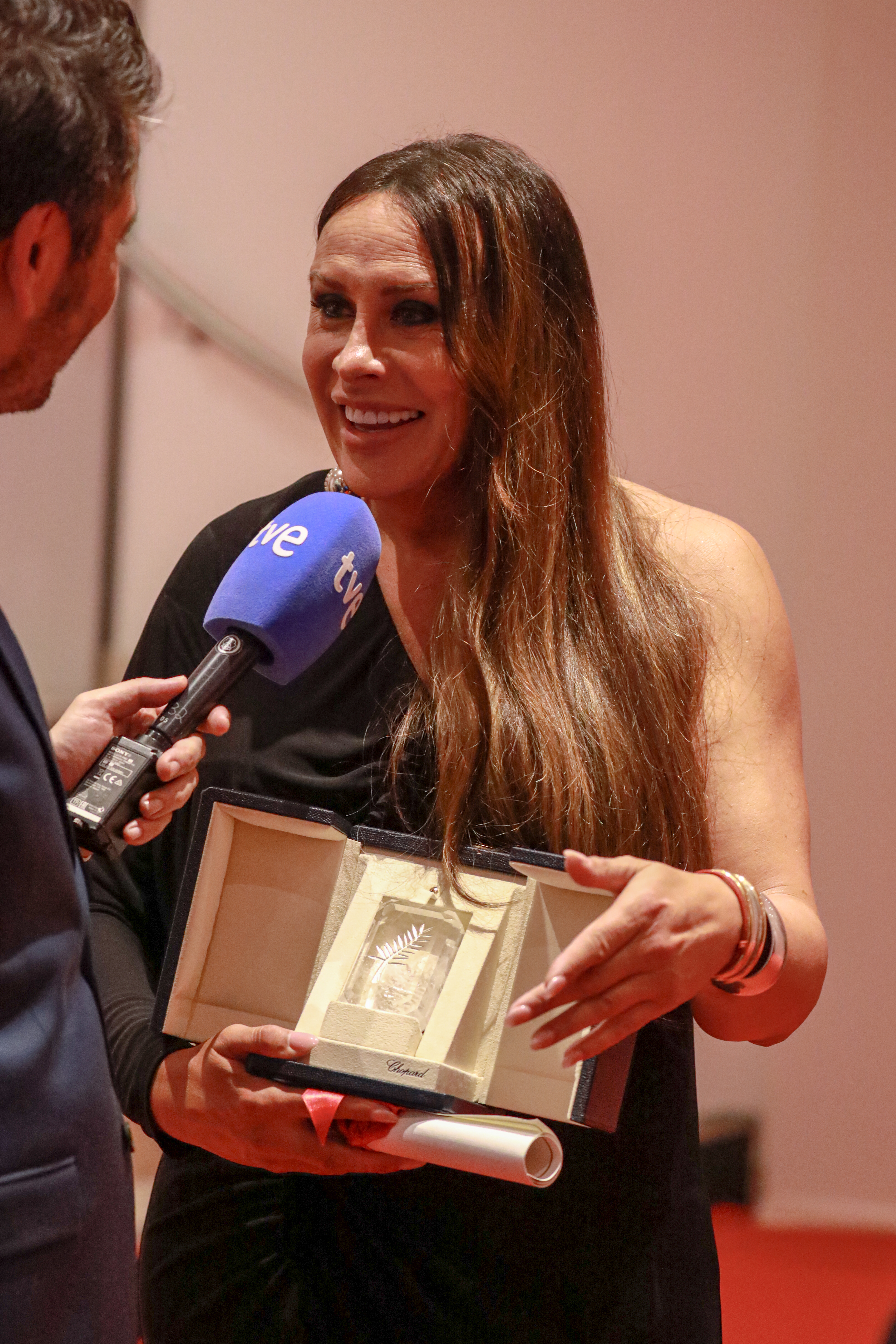
Karla Sofia Gascón col Prix d'interprétation féminine vinto a Cannes

## Filmografia parziale

### Cinema
- El cura y el veneno, regia di Antoni Caimari Caldés (2011)
- Nosotros los Nobles, regia di Gary Alazraki (2013)
- Preludio, regia di Stefania Rossella Grassi e Tommaso Scutari (2019)
- Emilia Pérez, regia di Jacques Audiard (2024)

### Televisione
- Los ladrones van a la oficina – serie TV (1995)
- El águila de fuego – film TV (1995)
- Canguros – serie TV (1995)
- Isabel – serie TV (1996)
- El señor de los cielos – serial TV, 47 puntate (2014)
- Hasta el fin del mundo – serial TV, 31 puntate (2014-2015)
- Rebelde – serie TV, 8 episodi (2022)

## Doppiatrici italiane
Nelle versioni in italiano delle opere in cui ha recitato, Karla Sofía Gascón è stata doppiata da:
- Francesca Vettori in Rebelde
- Vladimir Luxuria in Emilia Pérez

## Riconoscimenti
- Premio Oscar
  - 2025 - Candidatura alla miglior attrice per Emilia Pérez
- Festival di Cannes
  - 2024 - Prix d'interprétation féminine per Emilia Pérez (condiviso con Adriana Paz, Selena Gomez e Zoe Saldana)
- Golden Globe
  - 2025 - Candidatura come migliore attrice in un film commedia o musicale per Emilia Pérez
- Premio BAFTA
  - 2025 - Candidatura alla migliore attrice protagonista per Emilia Pérez
- Critics' Choice Awards
  - 2025 - Candidatura alla migliore attrice per Emilia Pérez
  - 2025 - Candidatura alla migliore canzone per El Mal
- Screen Actors Guild Award
  - 2025 - Candidatura alla migliore attrice protagonista cinematografica per Emilia Pérez
  - 2025 - Candidatura al miglior cast cinematografico per Emilia Pérez

## Pubblicazioni
- (ES) Karsia. Una historia extraordinaria, Editorial Urano México, 2018, ISBN 9786077481461.